# Ворона (Ивано-Франковская область)
Ворона (укр. Ворона) — село в Отынийской поселковой общине Коломыйского района Ивано-Франковской области Украины.
Население по переписи 2001 года составляло 1860 человек. Занимает площадь 21.42 км². Почтовый индекс — 78222. Телефонный код — 3433.